# Парижки басейн
Парижкият басейн (Северофренска низина) (на френски: Bassin de Paris) е обширна хълмиста равнина в северната част на Франция (частично в Белгия), като заема около 1/4 от територията на страната.. Повърхността на равнината постепенно се повишва от центъра (в района на Париж) към периферията. От североизток, изток, югоизток и запад равнината е оградена от ниски масиви и възвишения Ардените, Вогезите, Централния Френски масив и Армориканските възвишения, а на юг преминава в по-ниската и плоска Лоарска низина. По периферията на равнината са разположени серия от дъгообразно простиращи се куестови ридове и възвишения със стръмни външни и полегати вътрешни склонове. Централната част на Парижкия басейн се намира на около 100 m н.в., а най-високите ѝ части по периферията и ридовете и се издигат до 500 m н.в. (основно на изток и югоизток – в Лотарингия и Шампан). В геоложко отношение Парижкият басейн представлява обширно понижение с палеозойска нагъната основа, запълнено основно от юрски и кредни варовици, мергели, креди и глини, а също палеогенски и неогенски пясъчници, пясъци, глини и маломощни варовици, залягащи почти хоризонтално. Дълбочината на залягане на основния фундамент в центъра на басейна е 1530 m. На базата на тази геоложка основа се разработват и находища на нефт и газ. Парижкият басейн се дренира от гъста речна мрежа, отнасяща се основно към басейн на река Сена. Реките са пълноводни, често меандрират, като долините им често силно се стесняват при пресичането на куестовити ридове и възвишения. Климатът е умерен, морски. Средна юлска температура около 18°С, средна януарска – около 3°С. Годишна сума на валежите 500 – 700 mm. Парижкият басейн е основен индустриален и селскостопански район на Франция. На отделни места, основно по ридовете и хълмовете са се съхранили малки, но многочислени естествени горички съставени от дъб, липа, бук, бор. Основен икономически, транспортен и културен център е Париж.